# 김해대로

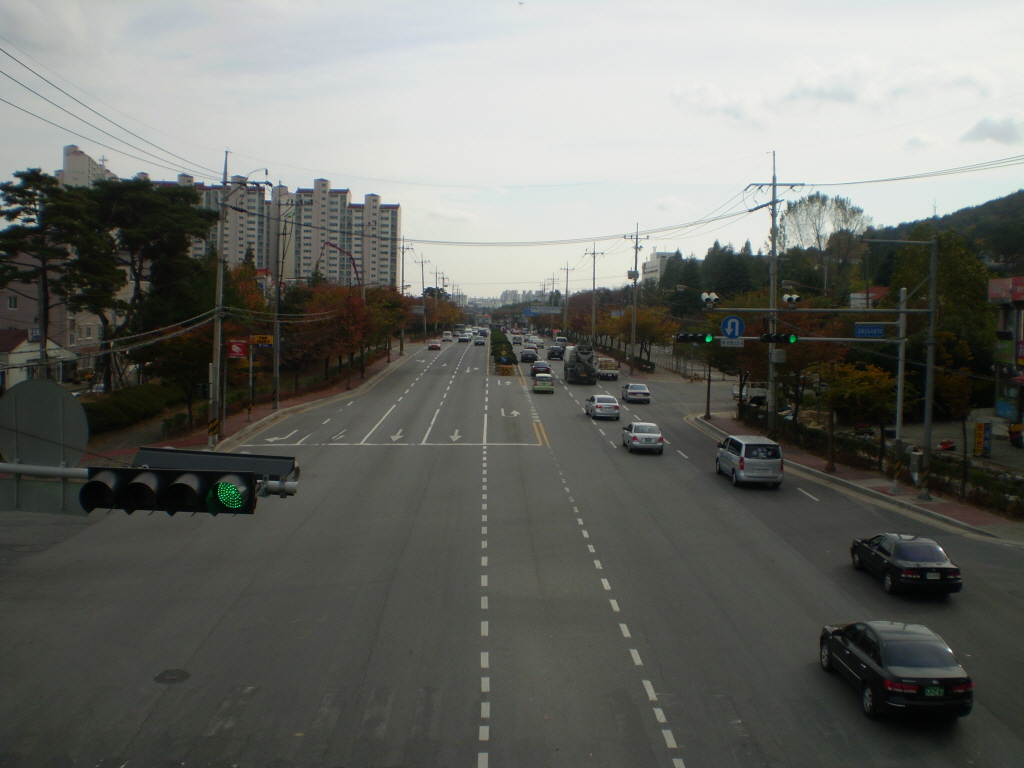
김해대로

김해대로(Gimhae-daero, 金海大路, 국도 제14호선의 일부)는 경상남도 김해시 진영읍 좌곤리 동창원 나들목과 불암동 김해교를 잇는 경상남도의 도로이다. 김해 시내 지역을 동서로 지난다.

## 역사
- 2009년 7월 10일 : 2개 이상 시·도에 걸쳐 있는 도로로 김해대로를 고시[1]

## 주요 경유지
경상남도
- 김해시 (진영읍 - 한림면 - 북부동 - 내외동 - 칠산서부동 - 회현동 - 부원동 - 활천동 - 삼안동 - 불암동)

## 노선
| 이름                                            | 접속 노선                                        | 소재지          | 소재지                | 비고                                        |
| 의창대로와 직결                                 | 의창대로와 직결                                  | 의창대로와 직결 | 의창대로와 직결       | 의창대로와 직결                             |
| ----------------------------------------------- | ------------------------------------------------ | --------------- | --------------------- | ------------------------------------------- |
| 좌곤교                                          |                                                  | 김해시          | 진영읍                |                                             |
| 좌곤삼거리                                      | 하계로                                           | 김해시          | 진영읍                |                                             |
| 광대현삼거리                                    | 진남로                                           | 김해시          | 진영읍                |                                             |
| 진영1교                                         | 진영로                                           | 김해시          | 진영읍                | 부산 방향 진입 불가 창원 방향 진출 불가     |
| 공설운동장 교차로                               | 국도 제14호선 (진산대로) 김해대로332번길         | 김해시          | 진영읍                | 국도 제14호선 구간                          |
| 부평사거리                                      | 여래로 장등로                                    | 김해시          | 진영읍                | 국도 제14호선 구간                          |
| 본산입구삼거리                                  | 본산1로                                          | 김해시          | 진영읍                | 국도 제14호선 구간                          |
| 진영제2육교                                     |                                                  | 김해시          | 진영읍                | 국도 제14호선 구간                          |
| 진영 나들목                                     | 600호선 부산외곽순환고속도로                     | 김해시          | 진영읍                | 국도 제14호선 구간                          |
| 설창사거리                                      | 지방도 제1042호선 (서부로) 진영로                | 김해시          | 진영읍                | 국도 제14호선 구간                          |
| 설창과선교 진영역 설창교                        |                                                  | 김해시          | 진영읍                | 국도 제14호선 구간                          |
| 빙그레삼거리                                    | 고모로                                           | 김해시          | 진영읍                | 국도 제14호선 구간                          |
| 신기삼거리                                      | 김해대로916번길                                  | 김해시          | 한림면                | 국도 제14호선 구간                          |
| 소업교                                          |                                                  | 김해시          | 한림면                | 국도 제14호선 구간                          |
| 소업삼거리                                      | 국도 제14호선 (동서대로)                         | 김해시          | 한림면                | 국도 제14호선 구간                          |
| 병동삼거리                                      | 김해대로974번길                                  | 김해시          | 한림면                |                                             |
| 명동삼거리                                      | 한림로                                           | 김해시          | 한림면                |                                             |
| 인현삼거리                                      | 김해대로1227번길                                 | 김해시          | 한림면                |                                             |
| 금음삼거리                                      | 김해대로1288번길                                 | 김해시          | 한림면                |                                             |
| 낙원공원묘원삼거리                              | 김해대로1402번길                                 | 김해시          | 한림면                |                                             |
| 망천삼거리                                      | 용덕로                                           | 김해시          | 한림면                |                                             |
| 망천고개삼거리                                  | 김해대로1538번길                                 | 김해시          | 한림면                |                                             |
| 삼계사거리                                      | 생림대로 가야로                                  | 김해시          | 북부동                | 구 국도 제58호선 구간                       |
| 동신아파트삼거리 조은금강병원사거리             |                                                  | 김해시          | 북부동                | 구 국도 제58호선 구간                       |
| 김해신도시삼거리                                | 삼계중앙로                                       | 김해시          | 북부동                | 구 국도 제58호선 구간                       |
| 부산장신대학교                                  |                                                  | 김해시          | 북부동                | 구 국도 제58호선 구간                       |
| 노인복지관사거리                                | 삼계로 김해대로1902번길                          | 김해시          | 북부동                | 구 국도 제58호선 구간                       |
| 연지2교사거리                                   | 금관대로 구산로                                  | 김해시          | 북부동                | 구 국도 제58호선 구간 구 국도 제14호선 구간 |
| 연지2교사거리                                   | 금관대로 구산로                                  | 김해시          | 내외동                | 구 국도 제58호선 구간 구 국도 제14호선 구간 |
| 연지1교사거리                                   | 금관대로1368번길                                 | 김해시          | 구 국도 제14호선 구간 |                                             |
| 경원교사거리 (박물관역)                         | 구지로                                           | 김해시          | 구 국도 제14호선 구간 |                                             |
| 봉황교사거리 (수로왕릉역)                       | 지방도 제1042호선 (분성로)                       | 김해시          | 구 국도 제14호선 구간 |                                             |
| 김해여객터미널 봉황역                           |                                                  | 김해시          | 구 국도 제14호선 구간 |                                             |
| 전하교 교차로                                   | 전하로176번길 전하로208번길 전하로246번길        | 김해시          | 구 국도 제14호선 구간 | 칠산서부동                                  |
| 전하교                                          |                                                  | 김해시          | 구 국도 제14호선 구간 | 칠산서부동                                  |
| 회현동                                          |                                                  | 김해시          | 구 국도 제14호선 구간 |                                             |
| (전하교 동단)                                   | 가야의길 김해대로2272번길                        | 김해시          | 구 국도 제14호선 구간 |                                             |
| 가락로삼거리                                    | 가락로                                           | 김해시          | 구 국도 제14호선 구간 | 부원동                                      |
| 부원역                                          |                                                  | 김해시          | 구 국도 제14호선 구간 | 부원동                                      |
| 호계로사거리                                    | 호계로                                           | 김해시          | 구 국도 제14호선 구간 | 부원동                                      |
| 시청사거리 (김해시청) (김해시청역)              | 김해대로2385번길                                 | 김해시          | 구 국도 제14호선 구간 | 부원동                                      |
| 삼정삼거리                                      | 활천로                                           | 김해시          | 구 국도 제14호선 구간 | 부원동                                      |
| 활천삼거리                                      | 김해대로2491번길 김해대로2492번길                | 김해시          | 구 국도 제14호선 구간 | 활천동                                      |
| 인제대역                                        |                                                  | 김해시          | 구 국도 제14호선 구간 | 활천동                                      |
| 동김해IC사거리 (동김해 나들목) (동김해지하차도) | 10호선 남해고속도로 인제로                       | 김해시          | 구 국도 제14호선 구간 | 활천동                                      |
| 신어교                                          |                                                  | 김해시          | 구 국도 제14호선 구간 | 활천동                                      |
| 삼안동                                          |                                                  | 김해시          | 구 국도 제14호선 구간 |                                             |
| 안동공단사거리 (김해대학역)                     | 김해대로2635번길 김해대로2636번길                | 김해시          | 구 국도 제14호선 구간 |                                             |
| 활천초교사거리                                  | 삼안로 김해대로2662번길                          | 김해시          | 구 국도 제14호선 구간 |                                             |
| 활천초교사거리                                  | 삼안로 김해대로2662번길                          | 김해시          | 구 국도 제14호선 구간 | 불암동                                      |
| 지내공단사거리                                  | 분성로 김해대로2694번길                          | 김해시          | 구 국도 제14호선 구간 |                                             |
| 지내삼거리 (지내역)                             | 김해대로2715번길                                 | 김해시          | 구 국도 제14호선 구간 |                                             |
| 불암사거리 (불암역)                             | 대동로 식만로                                    | 김해시          | 구 국도 제14호선 구간 |                                             |
| 김해교 서단                                     | 국도 제14호선 국가지원지방도 제69호선 (서낙동로) | 김해시          | 국도 제14호선 구간    |                                             |
| 김해교                                          |                                                  | 김해시          | 국도 제14호선 구간    |                                             |
| 낙동북로와 직결                                 |                                                  |                 |                       |                                             |

## 주요 건물 및 시설
- 김해시청소년수련관, 진영공설운동장 (경상남도 김해시 진영읍 김해대로 257)
- 김해시문화체육센터 (경상남도 김해시 진영읍 김해대로 263)
- 진영한빛도서관 (경상남도 김해시 진영읍 김해대로 440)
- 진영역 (경상남도 김해시 진영읍 김해대로 809)
- 신천초등학교 (폐교, 경상남도 김해시 한림면 김해대로 1439-11)
- 조은금강병원 (경상남도 김해시 김해대로 1814-37)
- 부산장신대학교 (경상남도 김해시 김해대로 1894-68)
- 김해문화의전당 (경상남도 김해시 김해대로 2060)
- 홈플러스 김해점 (경상남도 김해시 김해대로 2078)
- 박물관역 (경상남도 김해시 김해대로 2103)
- 수로왕릉역 (경상남도 김해시 김해대로 2181)
- 이마트 김해점, 신세계백화점 김해점, 김해여객터미널 (경상남도 김해시 김해대로 2232)
- 봉황역 (경상남도 김해시 김해대로 2249)
- 김해중부경찰서 (경상남도 김해시 김해대로 2307)
- 롯데마트 김해점 (경상남도 김해시 김해대로 2330)
- 아이스퀘어몰 (경상남도 김해시 김해대로 2342)
- 부원역 (경상남도 김해시 김해대로 2350)
- 아이스퀘어호텔 (경상남도 김해시 김해대로 2360)
- 한국전력공사 김해지사 (경상남도 김해시 김해대로 2399)
- 김해시청 (경상남도 김해시 김해대로 2401)
- 김해시청역 (경상남도 김해시 김해대로 2408)
- 김해남산우편취급국 (경상남도 김해시 김해대로 2419)
- 김해동부소방서 (경상남도 김해시 김해대로 2507)
- 인제대역 (경상남도 김해시 김해대로 2515)
- 김해대학역 (경상남도 김해시 김해대로 2641)
- 지내역 (경상남도 김해시 김해대로 2718)
- 현대자동차 서부산서비스센터 (경상남도 김해시 김해대로 2736)
- 불암역 (경상남도 김해시 김해대로 2787)